# 도라에몽 노비타와 은하초특급
《극장판 도라에몽: 진구와 은하철도》(映画ドラえもん のび太と銀河超特急)은 일본에서 1996년 3월 2일에 개봉했다.

## 목소리 출연
- 도라에몽 : 오오야마 노부요
- 노비 노비타(노비타) : 오오하라 요리코
- 미나모토 시즈카(시즈카) : 노무라 미치코
- 고다 타케시(자이안) : 타테카베 카즈야
- 호네카와 스네오(스네오) : 키모츠키 카네타

## 주제가
오프닝도라에몽의 노래(ドラえもんのうた)
노래 : 야마노 사토코
엔딩
노래 :